# New Era Publications

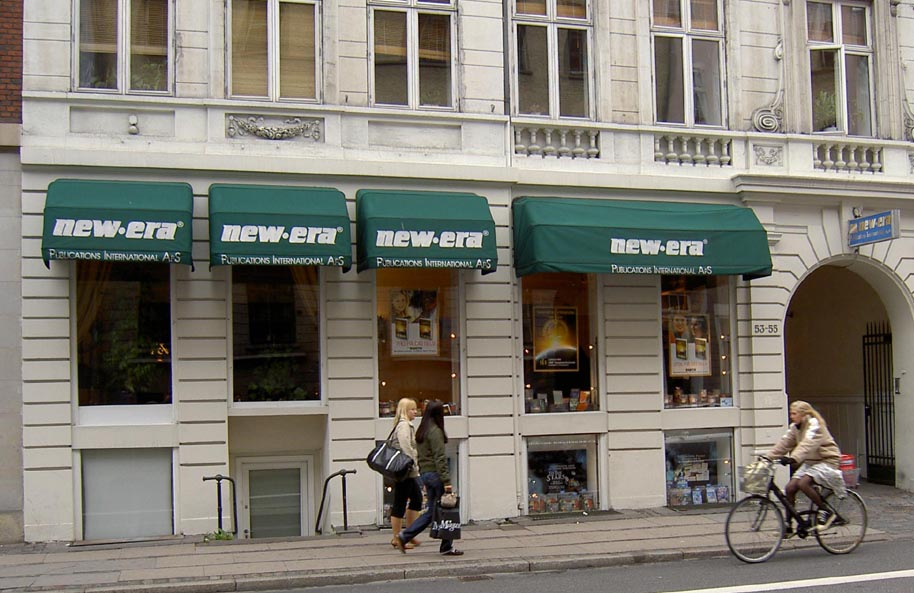
New Era Publications tidigare högkvarter i Köpenhamn, 2006.

New Era Publications International ApS är ett förlag med säte i Köpenhamn. Förlaget drivs av Scientologikyrkan för utgivning av deras material. I Nordamerika verkar de under namnet Bridge Publications, Inc., med säte i Los Angeles. Bridge är registrerat som en icke vinstinriktad förening. New Era grundades 1969 och hade tidigare sitt kontor i centrala Köpenhamn men flyttade under 2000-talet till större lokaler i Glostrup, i samband med att Scientologikyrkan lanserade sin kampanj Golden Age of Knowledge med nytryck av böcker och föreläsningar. Både Bridge och New Era har numera stora anläggningar för automatiserad tillverkning och digitalt tryckande av böcker och CD-skivor.
Bridge och New Era ger ut Scientologi- och Dianetik-relaterat material, i form av litteratur och föreläsningar av L. Ron Hubbard. Man har tidigare även gett ut skönlitteratur av Hubbard, bland annat Mission Earth, samt de årliga Writers of the Future-antologierna, men den verksamheten sköts sedan 2002 av Galaxy Press.